# Птицата
„Птицата“ е български игрален филм (драма) от 2003 година на режисьора Галя Кралева, по сценарий на Валентина Радинска. Оператор е Светлана Ганева. Композитор – Любомир Денев.
Песните във филма:
- „Потърсете ме в раната на цветето“ (стихове-Дора Габе) - изпълнява Румяна Коцева
- „Свети“ (текст -Цветина Радинска) - изпълнява Петя Станчева с диригент Янко Миладинов

## Сюжет
На среща с ученици идва известната поетеса Нора. Едно от децата се интересува как е станала писателка. Това е повод зрялата жена да се върне в детството..

## Актьорски състав
- Бойка Велкова – Христина „Лудата“ птицата
- Албена Георгиева – Майката
- Йосиф Сърчаджиев – Докторът Павел
- Невена Мандаджиева – Василица, лелята на Христина
- Асен Блатечки – Бащата
- Вистория Димитрова - Нора
- Мартин Киряков - Панчо
- Симеон Денов -Любчо
- Лина Гладинска
- Тодор Мадолев
- Любомир Петканов
- Линда Русева
- Анета Петровска
- Андрей Слабаков
- Ернестина Шинова
- Теодор Спасов
- Лора Денева
- Драгина Пискова
- Фария Алла Карим
- Милена Виденова
- Радослав Виденов
- Любомир Тодоров
- Христо Марковски
- Ели Недева